# Bual
Bual eller Boal är flera olika gröna portugisiska druvsorter. Där finns till exempel Boal Branco som är den viktigaste druvan för framställning av finare varianter av Madeira. Druvorna ger ganska låg avkastning.